# شهرستان ورنن (میزوری)
شهرستان ورنن، میزوری (به انگلیسی: Vernon County, Missouri) یک شهرستان در ایالات متحده آمریکا است که در میزوری واقع شده‌است.